# Gruppi di Azione Patriottica
I Gruppi di Azione Patriottica (GAP), formati dal comando generale delle Brigate Garibaldi alla fine dell'ottobre 1943, erano piccoli gruppi di partigiani che nacquero su iniziativa del Partito Comunista Italiano per operare prevalentemente in città, sulla base dell'esperienza della Resistenza francese. I militanti dei GAP erano detti "gappisti". Per estensione erano denominate GAP anche le meno numerose unità partigiane cittadine socialiste e azioniste. Sono artefici dell'attentato di via Rasella effettuato a Roma nel 1944.

## Organizzazione e obiettivi
I GAP erano piccoli nuclei di quattro o cinque uomini, di cui un caposquadra, un vice caposquadra e due o tre gappisti. Tre squadre di quattro uomini costituivano un distaccamento, con alla testa un comandante e un commissario politico. Circa la loro composizione, Pietro Secchia scrisse: «A differenza delle unità partigiane, dove venivano liberamente accolti dai garibaldini i senza partito e gli aderenti ad altri partiti antifascisti, nei G.A.P. del P.C.I. venivano reclutati esclusivamente i comunisti, così come i G.A.P. di "Giustizia e Libertà" erano composti soltanto da aderenti al Partito d'Azione. La scelta era poi determinata dalla fede politica, dall'onestà morale, dall'intelligenza e dal coraggio del militante». Secondo Paolo Spriano, «A differenza del partigiano garibaldino, il gappista è quasi sempre un membro del partito, un suo quadro».
Circa il nome di queste unità partigiane, la componente dei GAP romani Carla Capponi ha ricordato: «Quando il partito ci diede il nome GAP, qualcuno di noi chiese che "gruppi di azione patriottica" venisse cambiato in "gruppi di azione partigiana". Era una forma di settarismo. Quel patriottica ci sembrava nazionalismo, volevamo una definizione più di classe, più rivoluzionaria. Però ci convincemmo: la nostra era una guerra di liberazione nazionale, e la combattevano tutti. Era una riaffermazione del vero patriottismo, dell'unità popolare».
Solo i componenti di una stessa squadra dovevano essere a contatto fra loro. Bene addestrati, i singoli elementi, a differenza dei partigiani di montagna, se possibile conducevano un'esistenza alla luce del sole, spesso con un normale impiego dietro al quale camuffavano l'attività di guerriglia. In altri casi erano costretti alla clandestinità assoluta.
La loro azione, fondata sulla convinzione della necessità di incalzare il nemico senza tregua, aveva compiti di sabotaggio e di azioni armate, tra cui l'eliminazione dei nazifascisti in ambito cittadino, soprattutto delatori o noti torturatori.
La loro azione minava così i gangli vitali della macchina da guerra hitleriana. Nelle azioni più importanti doveva sempre essere presente il comandante o il commissario del distaccamento. I comandanti GAP di solito avevano esperienza militare, in quanto reduci della guerra civile spagnola, ex-militari del Regio Esercito o con esperienze precedenti in terra di Francia.
Nell'ambito del processo civile per l’azione di guerra  di via Rasella (1949-1957), il Tribunale civile di Roma individuò la «diversità concettuale» tra le formazioni partigiane ordinarie e i GAP, implicitamente riconosciuta dall'art. 7 del decreto legislativo luogotenenziale (D.L.L.) 21 agosto 1945, n. 518, nel «carattere anche terroristico delle organizzazioni "gappiste"».

## Roma

### Costituzione o organizzazione

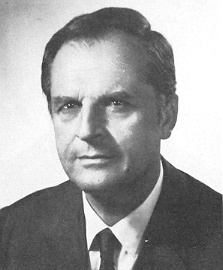
Antonello Trombadori, organizzatore e comandante dei GAP Centrali a Roma

A Roma i GAP Centrali furono ideati e organizzati da Alfio Marchini "Luca", Antonello Trombadori "Giacomo" e il livornese Roberto Forti. Al comando dell'organizzazione fu posto Antonello Trombadori, che dipendeva direttamente da Giorgio Amendola. Dopo l'arresto di Trombadori (2 febbraio 1944), ne assunse per breve tempo il comando Alfio Marchini, prima di essere inviato a riorganizzare le formazioni partigiane a sud-ovest del Lago Trasimeno e cederlo a Carlo Salinari
. Quando Trombadori riuscì a evadere dal campo di lavoro presso Anzio, riprese il suo posto di comando. Anche Salinari, comunque, fu imprigionato dal 14 maggio 1944 alla liberazione di Roma.
I GAP centrali erano suddivisi in due reti:
- Quella diretta da Carlo Salinari "Spartaco" e distinta nei due GAP "Antonio Gramsci" (comandante: Mario Fiorentini, "Giovanni") e GAP "Carlo Pisacane" (comandante: Rosario Bentivegna, "Paolo"): ne facevano parte Carla Capponi, Lucia Ottobrini, Franco di Lernia, Antonio Rezza, Gioacchino Gesmundo, Giorgio Sangalli, Valerio Fiorentini, Umberto Scattoni, Guido Rattoppatore, Giuseppe Felici, Enzo Russo, Franco Albanese, Sergio Maggi, Danilo Nicli, Enzo Catenucci.
- Quella diretta da Franco Calamandrei "Cola" e distinta nei due Gap Sozzi e Giuseppe Garibaldi: ne facevano parte Francesco Curreli, Marisa Musu, Maria Teresa Regard, Raul Falcioni, Fernando Vitagliano, Silvio Serra, Pasquale Balsamo, Luigi Pintor, Franco Ferri, Ernesto Borghesi, Marina Girelli, Alfredo Reichlin, Arminio Savioli, Guglielmo Blasi.

Gruppo di gappisti romani

L'organizzazione del movimento clandestino aveva diviso la città in otto zone operative:
- I zona: i quartieri Prati, Trionfale e Monte Mario;
- II zona: Trastevere, Monteverde;
- III zona: Flaminio, Parioli, Salario;
- IV zona: Centro della città, nel perimetro della linea tramviaria circolare interna;
- V zona: Macao, Monte Sacro, San Lorenzo, Tiburtino;
- VI zona: Appio, Monti, Esquilino;
- VII zona: Ostiense, Portuense, Testaccio, San Saba;
- VIII zona: Prenestino, Torpignattara, Quadraro, Centocelle, Quarticciolo.

### Le prime azioni
In occasione delle celebrazioni fasciste per l'anniversario della marcia su Roma (28 ottobre 1922), i partigiani dei GAP attaccarono con bombe a mano e colpi d'arma da fuoco un corteo fascista in pieno centro, ferendo dodici partecipanti. Analoga tecnica venne impiegata contro i militi di guardia alla caserma di via Brenta, contro una pattuglia della RSI di fronte alla scuola Gelasio Caetani, in viale Mazzini, in Trastevere e al quartiere Flaminio, dove restò ucciso un fascista.

Uno dei fascisti ucciso a San Godenzo

Il 7 novembre un nucleo gappista, uccide 4 fascisti a San Godenzo in Toscana, nello stesso mese il centro dirigente del PCI di Milano, guidato da Luigi Longo e Pietro Secchia, rimproverò al centro di Roma, guidato da Mauro Scoccimarro e Giorgio Amendola (che ne era il responsabile militare) una scarsa attività partigiana, sollecitandolo a incrementare l'attività dei GAP.
Il 5 dicembre, di fronte al Teatro dell'Opera i GAP attaccarono una pattuglia tedesca, dando alle fiamme due loro automezzi. Imprecisato il numero delle vittime.

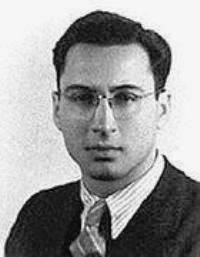
Rosario Bentivegna, Comandante del GAP Pisacane

Il 17 dicembre, in via Veneto, i GAP uccisero un ufficiale tedesco, mentre due militanti della RSI subirono la stessa sorte in via Donizetti e in via Cola di Rienzo. Un'altra azione partigiana fu attuata il 18 dicembre 1943 contro la trattoria "Antonelli" in via Fabio Massimo 101, affollata di militari tedeschi e fascisti: il bilancio fu di 10 morti e numerosi feriti. Contemporaneamente, otto militari tedeschi furono uccisi e numerosi altri rimasero feriti all'uscita dal cinema "Barberini", in piazza del Tritone, in conseguenza di una bomba lanciata dai GAP.
Il giorno dopo, in via Veneto Maria Teresa Regard, Ernesto Borghesi e Franco Calamandrei, coadiuvati da Antonello Trombadori, deposero tre ordigni sui davanzali delle finestre dell'Albergo Flora, sede del Tribunale Militare tedesco. Due degli ordigni che esplosero, causando notevoli danni al pianterreno dello stabile e almeno sei morti tra i tedeschi.
Il 20 dicembre 1943 ci fu un nuovo attacco dei GAP al comando militare tedesco in Corso d'Italia. Numero delle vittime: imprecisato. Il 26 dicembre, Mario Fiorentini, in bicicletta, dal lungotevere sovrastante via della Lungara, lanciò un ordigno esplosivo contro l'ingresso del carcere di Regina Coeli, mentre 28 militari tedeschi erano impegnati nel cambio della guardia. Contemporaneamente, nei paraggi, parteciparono all'azione Carla Capponi, Lucia Ottobrini, Franco di Lernia e Rosario Bentivegna. Rimasero uccisi otto militari tedeschi e molti altri feriti. Fiorentini, riuscì a sfuggire al fuoco cui fu fatto segno da altri militari affacciatisi alle finestre.

### Dallo sbarco di Anzio all'eccidio delle Fosse Ardeatine
Il 24 gennaio 1944 una bomba deposta da Maria Teresa Regard e Guglielmo Blasi nel posto di ristoro tedesco alla stazione Termini causò tre vittime nemiche e circa diciannove feriti.

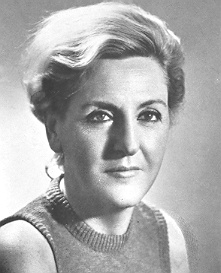
Carla Capponi, medaglia d'oro al valor militare; partecipò a numerose azioni dei GAP, compresa quella di via Rasella

Il 1º febbraio 1944 fu scoperto dalla Gestapo il deposito d'armi ed esplosivi dei GAP Centrali in Via Giulia; vennero arrestati e detenuti in via Tasso gli artificieri Giorgio Labò, che fu fucilato a Forte Bravetta, e Gianfranco Mattei, ventisettenne docente universitario di fisica, che s'impiccò in una cella nella notte tra il 6 e il 7 febbraio. Il 2 febbraio successivo fu arrestato in Via Giulia il comandante dei GAP centrali Antonello Trombadori, che si salvò dalla fucilazione perché i compagni arrestati o trattenuti a Via Tasso non ne rivelarono l'identità.
Il 10 marzo 1944 Rosario Bentivegna, Lucia Ottobrini, Mario Fiorentini e Franco Ferri spuntarono improvvisamente da dietro ai chioschi del mercato di Piazza Monte d'Oro e lanciarono alcune bombe su un corteo di fascisti che sfilavano in Via Tomacelli. I partigiani si dileguarono, dopo aver causato tre morti e numerosi feriti, in un'azione che, per la sua perfezione, già prefigura il successivo Attentato di via Rasella.
Nessuna delle suddette azioni, che causarono complessivamente a tedeschi e fascisti un numero di morti superiore ai cinquanta, aveva determinato ancora alcuna rappresaglia specifica.

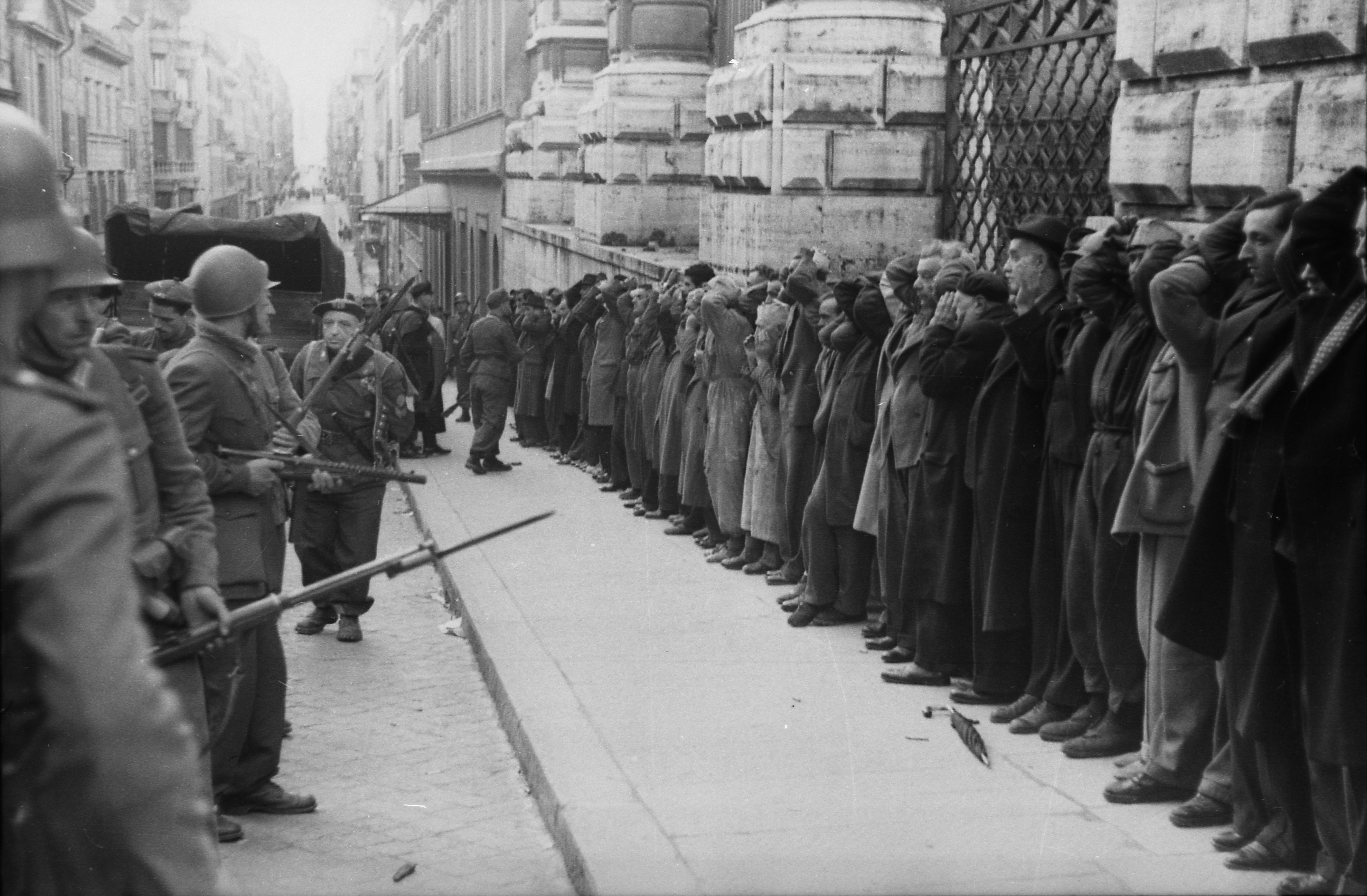
Rastrellamento dopo l'attentato di via Rasella

Il 23 marzo, i GAP Centrali al comando di Carlo Salinari "Spartaco" e Franco Calamandrei "Cola" eseguirono l'attentato di via Rasella contro una compagnia del Polizeiregiment "Bozen", composta da 156 uomini armati che marciavano di ritorno dall'addestramento al poligono di tiro di Tor di Quinto. L'azione consistette nella detonazione di una bomba al tritolo trascinata sul posto in un carretto della nettezza urbana, portato da Rosario Bentivegna che, travestito da netturbino, accese la miccia al passaggio dei militari. Oltre a Bentivegna, parteciparono undici gappisti, alcuni dei quali effettuarono un fuoco di copertura con bombe da mortaio brixia. L'attacco provocò la morte di trentatré militari del "Bozen" e di due civili italiani, il dodicenne Piero Zuccheretti e Antonio Chiaretti, mentre altri quattro civili furono uccisi dal fuoco di risposta tedesco. I gappisti rimasero tutti illesi e sfuggirono al successivo rastrellamento.
Per rappresaglia le truppe occupanti naziste uccisero 335 prigionieri o rastrellati italiani, quasi tutti civili, nel massacro noto come eccidio delle Fosse Ardeatine; tra i trucidati, anche i gappisti Gioacchino Gesmundo, Valerio Fiorentini e Umberto Scattoni, arrestati nei mesi precedenti. Antonello Trombadori, ancora prigioniero in Via Tasso, si salvò dal rastrellamento perché temporaneamente ricoverato nell'infermeria del carcere.

### Fino alla liberazione

Franco Calamandrei "Cola", comandante dei GAP "Gastone Sozzi" e "Giuseppe Garibaldi"

Dopo via Rasella le azioni gappiste a Roma subirono un drastico calo: appena tre, a fronte delle quarantatré precedenti.
Franco Calamandrei riporta nel suo diario che nei giorni successivi al massacro delle Fosse Ardeatine il PCI mutò più volte posizione sulla strategia da assumere. Il 26 marzo, commentando il comunicato tedesco emesso quel giorno, vi furono discussioni all'interno del PCI: «se la nostra azione debba, come [il partito] riteneva ieri dopo le rappresaglie, intensificarsi, oppure sostare. Sostare – diciamo noi – ma purché si diffondano nella sosta manifestini alla popolazione e ai tedeschi, i quali minaccino una ripresa terroristica se entro un termine certo l'evacuazione di Roma non sarà effettiva». Si decise invece di continuare con le azioni dei GAP, i quali il 27 marzo effettuarono un'azione contro la sede dell'Opera Nazionale Balilla in via Fornovo, sede di enti assistenziali, facendo esplodere due bombe che ferirono una donna e due bambini suscitando molto panico. Elogiati e sollecitati a continuare a «picchiar duro» dalla direzione e dalla federazione laziale del PCI, il 28 marzo, dopo aver dato in stampa il comunicato che sarebbe stato pubblicato su l'Unità due giorni dopo, i gappisti iniziarono a studiare i piani di diverse azioni. Il gruppo di Calamandrei pensò di attaccare o i bordelli riservati ai tedeschi nei pressi di piazza del Popolo o il comando tedesco in corso d'Italia, ma l'azione fu rinviata più volte fino non essere più menzionata nel diario. Un altro gruppo avrebbe dovuto attaccare, con bombe Brixia, l'autocarro che trasportava il corpo di guardia tedesco a Regina Coeli lungo Corso Vittorio, ma temendo una «strage di civili» anche questa azione fu rimandata varie volte (l'ultima menzione è in data 24 aprile).
Rosario Bentivegna scrive nelle sue memorie che la notizia del massacro delle Fosse Ardeatine, appresa il 25 marzo a mezzogiorno, spinse lui e i suoi compagni, in accordo con il comando dei GAP, a voler vendicare i trucidati con un attacco simile a quello di via Rasella. Bentivegna ricorda così lo stato d'animo dei gappisti: «Non ci sentivamo in nessuna misura responsabili dei metodi e delle ritorsioni naziste. Ma quei metodi e quella rappresaglia e la morte dei nostri compagni e la presenza di quei nemici erano ormai diventati più forti della voglia di vivere o della paura di morire». Bentivegna era nel gruppo che avrebbe dovuto sferrare l'attacco al camion che trasportava il corpo di guardia della Gestapo da Regina Coeli alla caserma, che si decise di colpire in largo Tassoni a mezzogiorno del 28 marzo. Alle ore 11:45 del giorno stabilito, mentre i gappisti erano già tutti ai loro posti, una «trafelata» staffetta portò l'ordine perentorio di sospendere l'attacco.
Nelle sue memorie Carla Capponi riporta lo stesso episodio, aggiungendo di essere stata tentata, come forse anche Bentivegna e Fiorentini, di disobbedire e attaccare ugualmente adducendo come scusa il ritardo della staffetta, ma di aver rapidamente abbandonato tale proposito.
Bentivegna ritiene tale decisione una conseguenza del disaccordo su via Rasella sorto nel CLN, che avrebbe determinato il momentaneo imporsi di un «neo-attendismo», rimosso «in seguito a una dura battaglia politica» alcuni giorni più tardi, quando era ormai sfumato «l'effetto politico e militare che avrebbe potuto avere un'immediata durissima reazione alla rappresaglia nemica». Dal diario di Calamandrei risulta invece che il 2 aprile si tenne un'altra seduta del CLN «particolarmente burrascosa», in cui al rappresentante comunista fu nuovamente «rimproverato il fatto di via Rasella» dai delegati degli altri partiti, i quali risposero all'esortazione ad agire del primo con «irritate e decise obiezioni attesistiche».
Il 3 aprile i GAP condussero un attacco al Circo Massimo dove furono distrutti alcuni automezzi, e persero la vita tre paracadutisti tedeschi; contemporaneamente, al Quarto Miglio, fu bloccata e distrutta un'autocolonna tedesca. Imprecisato il numero delle vittime.
Bentivegna riporta che i tedeschi e i fascisti promisero ingenti ricompense a chi avesse contribuito alla cattura dei gappisti, a cui diedero efficacemente la caccia arrestando molti di loro, indebolendone in tal modo l'organizzazione clandestina. Franco Ferri, Pasquale Balsamo, Ernesto Borghesi e Marisa Musu furono catturati il 7 aprile in seguito a un conflitto a fuoco con la polizia giunta a prevenire una loro azione (un attentato alla vita di Vittorio Mussolini), ma si salvarono grazie al commissario, membro del fronte clandestino.
Il 16 aprile, durante una manifestazione di studenti presso la basilica di Santa Maria Maggiore un gappista uccise un paracadutista della Nembo intento ad arrestare uno degli studenti.
Il 23 aprile si verificò il tradimento del gappista Guglielmo Blasi, il quale, dedito a furti e truffe, fu sorpreso durante il coprifuoco notturno a scassinare un negozio (mentre gli altri due gappisti Raoul Falcioni e Arminio Savioli gli facevano da pali) e trovato in possesso di una pistola e di documenti tedeschi falsi. Per sfuggire alla pena capitale prevista dalla legge di guerra germanica, Blasi scelse di rivelare al questore Pietro Caruso tutti i particolari dell'attentato di via Rasella e, allo scopo di collaborare alla cattura degli ex compagni di lotta, entrò a far parte della banda fascista di Pietro Koch. Caddero prigionieri Carlo Salinari, Franco Calamandrei, Raoul Falcioni, Duilio Grigioni, Luigi Pintor e Silvio Serra. Calamandrei riuscì a scappare da una finestrella in un bagno della pensione Jaccarino, sede della banda Koch, informò i compagni in libertà del tradimento di Blasi e poi si rifugiò presso il Seminario del Laterano. Gli altri furono torturati affinché fornissero informazioni utili alla cattura dei gappisti restanti, ma non cedettero; lo stesso giorno della liberazione di Roma (4 giugno) scamparono fortunosamente alla morte grazie a un incidente al camion che avrebbe dovuto condurli in località La Storta per la fucilazione (i prigionieri di un secondo camion perirono in quello che è noto come eccidio de La Storta). Alcuni dei gappisti sfuggiti alla cattura, come Bentivegna e Capponi, si spostarono in provincia.

### Vicende giudiziarie dei partecipanti all'attentato di via Rasella
Alcuni dei responsabili dell'attacco di via Rasella, Rosario Bentivegna, Carla Capponi, furono citati dai parenti delle vittime delle Fosse Ardeatine per risarcimento danni, ma la Corte di Cassazione, l'11 maggio 1957, confermò le precedenti sentenze del Tribunale e della Corte d'Appello civili di Roma, e sentenziò definitivamente che ogni attacco contro i tedeschi costituiva un atto di guerra.
Successivamente attaccati dal direttore de Il Giornale, Vittorio Feltri, quali "responsabili" dell'eccidio delle Fosse Ardeatine, i GAP romani, nella persona del partigiano Rosario Bentivegna, sono stati ancora una volta riconosciuti quali combattenti per la libertà e "Il Giornale" condannato a risarcire i gappisti con decine di migliaia di euro.

## Firenze
A Firenze i GAP, a comando di Alessandro Sinigaglia, sono organizzati alla nascita in quattro gruppi di quattro uomini; Cesare Massai è il comandante operativo ovvero militare comandante mentre Alvo Fontani è commissario politico. La prima azione di rilievo dei GAP fiorentini avviene il 1º dicembre 1943 con l'uccisione del tenente colonnello Gino Gobbi, comandante del distretto militare di Firenze della RSI. Per rappresaglia i fascisti fucilarono cinque prigionieri antifascisti, annunciando di averne uccisi dieci.
Bruno Fanciullacci (nome di battaglia "Maurizio") comanda il gruppo "B", formato da compagni già con lui a Marciola: Tebaldo Cambi, Luciano Suisola, ed Aldo Fagioli che è quindicenne e in seguito prenderà parte alle vicende del Gruppo di Combattimento "Cremona". Il periodo in cui l'azione dei GAP è più intensa e redditizia per la Resistenza è dal gennaio all'aprile del '44: praticamente tutti i giorni vi sono sabotaggi e scontri con i nazifascisti.
Le azioni che Fanciullacci organizza e a cui partecipa in prima persona sono moltissime. In una, dopo essersi travestito da ufficiale fascista, entra tranquillamente nella sede del PFR in via dei Servi e vi deposita un pacco bomba che esplode immediatamente, devastando completamente i locali della sede. La relazione sull'attività dei GAP a Firenze, redatta agli inizi del 1945, è stata pubblicata recentemente nella sua versione integrale (Mecacci, 2016).
Il GAP di Fanciullacci fu protagonista anche di uno degli episodi più controversi della Resistenza italiana: l'uccisione del filosofo Giovanni Gentile, esponente della RSI, il 15 aprile 1944.

## Emilia
I sette fratelli Cervi si suddividono nella loro partecipazione alla Resistenza, il fratello Aldo va con i partigiani in montagna mentre gli altri fratelli collaborano con i Gap di pianura.
Nella città di Bologna è passata alla storia la battaglia di porta Lame: Individuati dai fascisti, i partigiani urbani riuscirono a ingaggiare, seppur enormemente inferiori di numero, una durissima battaglia per le vie del centro, infilandosi nei sotterranei della città entrando dai tombini nelle cloache, e riuscendo a sorprendere anche alle spalle e gettare ancor più nel caos e nel panico i fascisti. Dopo una giornata di scontri a "singhiozzo", la 7ª GAP bolognese riuscì a "sganciarsi" infliggendo dure perdite e uno smacco storico al nemico.
La 7ª Brigata GAP prese il nome di "Gianni", dopo la morte di Massimo Meliconi detto "Gianni", uno dei più importanti componenti della Brigata. Della 7ª Brigata faceva parte il milanese Carlo Jussi, medaglia d'oro al valor militare.

## Genova

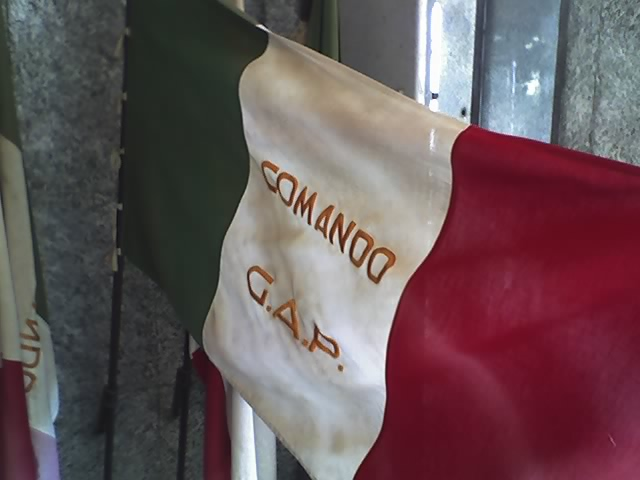
Bandiera del comando GAP, esposta all'interno della cripta al Sacrario dei Martiri del Turchino

A Genova il gappista più noto e ricordato è probabilmente Giacomo Buranello, studente di ingegneria, cui sono state intitolate una strada e l'aula magna della facoltà di ingegneria. Fra l'altro la Casa dello studente, luogo tristemente noto come casa di tortura al tempo dell'occupazione nazifascista stessa, è stata trasformata negli anni settanta, grazie all'opera di gruppi di studenti di ingegneria, con l'apporto di capi partigiani, in museo della Resistenza, tuttora molto visitato da scolaresche all'approssimarsi del 25 aprile.
A Genova, così come in provincia di Savona, agirono anche Brigate Gap anarchiche, di cui si hanno poche ma specifiche notizie; una di esse portava il nome di Errico Malatesta.
È da rimarcare come un gran numero di strade a Genova sono intitolate a gappisti e sappisti.
Altri noti gappisti genovesi furono Balilla Grillotti (Medaglia d'Argento al Valor Militare), fucilato dai nazifascisti, Germano Jori, morto in uno scontro con le Brigate Nere a Sampierdarena, ed Angelo Scala detto Battista, cui Genova ha dedicato una strada, poi divenuto carismatico comandante della Brigata Volante Garibaldi Balilla (intitolata a Grillotti). La Brigata "Balilla" agiva nell'Appennino genovese. Scala sopravvisse alla Resistenza circondato sino alla sua morte avvenuta negli anni settanta da un alone quasi di leggenda. Battista era riuscito, cosa rara per come si sviluppava la guerriglia partigiana con i successivi feroci rastrellamenti, a guidare la Brigata Balilla nei quasi 20 mesi di guerriglia, infliggendo enormi perdite al nemico e subendo solo due caduti. In particolare, si ricorda la Battaglia del Monte Sella, del 14 aprile 1945..

## Torino

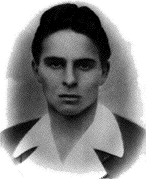
Dante Di Nanni

A Torino a costituire i GAP fu Giovanni Pesce, detto "Ivaldi" nella clandestintà torinese, con la supervisione di Ilio Barontini, ambedue già miliziani antifascisti nella guerra di Spagna, 12ª Brigata Internazionale 'Garibaldi'. I GAP effettuarono attentati e sabotaggi a linee ferroviarie e tranviarie, colpirono delatori, torturatori ed esponenti della RSI, di cui il più illustre fu Ather Capelli direttore della Gazzetta del Popolo, nonché militari tedeschi ed ufficiali nazisti. L'azione più importante fu la distruzione di una stazione radio che disturbava le trasmissioni di Radio Londra. Ma l'operazione ebbe pesanti conseguenze sul gruppo dei quattro gappisti: due feriti furono catturati, torturati ed impiccati. Dante Di Nanni, Medaglia d'Oro al V.M. della Resistenza, fu individuato dai nazifascisti; quando questi vennero ad arrestarlo, si barricò nell'abitazione che fungeva da base e, prima di soccombere, si difese tenacemente, resistendo per più di un'ora e mezza all'assedio condotto con forze soverchianti. Solo Giovanni Pesce riuscì a salvarsi. Altri importanti membri dei GAP di Torino furono Giuseppe Bravin, Francesco Valentino di zona San Donato. Nei primi mesi del 1944 le azioni gappiste furono talmente numerose ed efficaci che il federale fascista Solaro telegrafò allarmato a Mussolini affinché gli mandasse ingenti rinforzi dato che in città si trovavano concentrati almeno 5.000 gappisti. In realtà in città vi erano poche decine di gappisti, tra i quali i sopra citati, ma le azioni furono organizzate in modo tale da far credere al nemico di essere costantemente sotto attacco di diversi gruppi partigiani.

## Milano
Per quanto riguarda Milano, il 20 settembre 1943 il Pci posizionò il comando generale delle brigate Garibaldi in un appartamento di un palazzo (al numero 30) appartenente al gruppo delle case popolari di via Lulli (per appoggiarsi poi anche in viale Monza, civico 23, presso famiglia Mazzola) e mise in campo le scarse risorse del momento per la costituzione dei Gap.
Il primo nucleo si formò fra gli operai delle fabbriche di Sesto San Giovanni e venne denominato 17º distaccamento, dopo si strutturarono i distaccamenti "Antonio Gramsci" a Sesto San Giovanni e Niguarda, il 5 Giornate a Porta Romana e Porta Vittoria, il Giacomo Matteotti a Porta Ticinese ed il Carlo Rosselli. Questi distaccamenti, con le nascenti Bande Partigiane del Lecchese e del Comasco, costituirono la 3ª brigata Garibaldi Lombardia. Il comitato militare dirigente proveniente dal PCI era composto da Vittorio Bardini, Cesare Roda e Egisto Rubini con Francesco Scotti supervisore ed Ilio Barontini nelle vesti di esperto in tecniche militari, tutti con un passato di miliziani antifascisti nella guerra di Spagna, avendo fatto parte in Francia meridionale dei Francs tireurs partisans. La brigata così organizzata mise in opera 56 azioni di attacco militare ai nazifascisti tra l'ottobre 1943 e il gennaio 1944: di queste, 33 furono compiute in ambito cittadino e inflissero dure perdite ai nazifascisti. Fra le azioni che ebbero maggior risonanza si ricordano: la distruzione del deposito di benzina dell'aeroporto di Taliedo il 2 ottobre 1943, l'attacco dinamitardo nell'ufficio informazioni tedesco allocato nella Stazione Centrale il 7 novembre 1943, l'uccisione del federale fascista Aldo Resega il 18 dicembre 1943, giustiziato in pieno giorno, l'attentato contro il questore di Milano Camillo Santamaria Nicolini il 3 febbraio 1944, l'attacco diretto alla casa del fascio di Sesto San Giovanni il 10 febbraio 1944. Nel periodo compreso fra il 18 e il 24 febbraio 1944 cadde e/o venne catturata la gran parte del comitato militari e dei gappisti. Egisto Rubini, che era al comando della 3ª brigata Lombardia, essendo stato sottoposto a perdurante tortura per non parlare riuscì a suicidarsi nel carcere di San Vittore il 25 febbraio 1944.
Un nucleo di notevole rilevanza era quello che si era creato all'interno dell'ospedale Niguarda di Milano, dove venivano ricoverati, con diagnosi di finta febbre, ebrei e detenuti politici dal carcere di San Vittore, i quali, con piani ben studiati, venivano aiutati ad evadere e a ritrovare la libertà. In collaborazione con i GAP c'erano anche numerose infermiere dell'ospedale. Fra esse Maria Peron, giovane infermiera costretta alla fuga verso le montagne della Val Grande quando, nel maggio 1944, venne scoperta dai nazifascisti.
L’8 agosto 1944 un camion della Wehrmacht parcheggiato in viale Abruzzi esplose a causa di una bomba, che uccise sei passanti e provocò una decina di feriti. Nonostante l'assenza di vittime militari e di una rivendicazione, l'episodio venne comunque usato come pretesto dai tedeschi per fucilare 15 partigiani in quella che è diventata nota come la strage di Piazzale Loreto, del 10 agosto 1944.

Giovanni Pesce da anziano

L'ufficio politico investigativo della Guardia Nazionale Repubblicana (GNR) nei mesi fra aprile e maggio riuscì a far catturare i gappisti rimasti, ma già a giugno l'attività gappista riprendeva: fu inviato a Milano il comandante Giovanni Pesce, che aveva già comandato con ottimi risultati i GAP di Torino e che rigettò, forse con ancor peggior furia, i nazi-fascisti nel terrore; Giovanni Pesce, nome di battaglia "Visone", veterano di Spagna anch'esso, comandò la 3ª GAP di Milano ed ebbe come ufficiale di collegamento l'eroica partigiana Onorina Brambilla, nome di battaglia "Sandra", (gappista catturata, torturata, deportata dai nazisti, ma sopravvissuta al lager di Bolzano) che, dopo la guerra, il 14 luglio 1945, divenne sua moglie.
Azione entrata nella leggenda fu l'eliminazione (dopo tre tentativi andati a vuoto da parte di altri partigiani) di Cesare Cesarini, direttore del personale dell'Aeroplani Caproni a Milano, tenente colonnello onorario della legione Muti. Cesarini era responsabile della schedatura degli antifascisti e della deportazione dei dipendenti dello stabilimento nei campi di concentramento del Terzo Reich: furono in tutto 63 i lavoratori della Caproni deportati nel campo di concentramento di Mauthausen, e relativi sottocampi riservati ai detenuti politici. La mattina del 16 marzo 1945, in via Mugello angolo corso XXII Marzo, Giovanni Pesce affrontò frontalmente il Cesarini e le due guardie del corpo armate di mitra: con due pistole uccise Cesarini e ferì le due guardie. Poi gridò frasi di rivolta ai milanesi presenti in pieno centro della città che applaudirono l'azione. Il gappista, privo di altra copertura, si allontanò in bicicletta mettendosi in salvo.
Su tale fatto, negli anni sessanta, Dario Fo compose una ballata di stile popolare dedicata anche a Pesce: " LA G.A.P..".
Nelle sue conversazioni, Pesce ha sempre sottolineato, come altri veterani, che il suo successo militare e sangue freddo dimostrato in azione nonostante la paura pur da lui umanamente ammessa, era dovuto a quella che lui chiamava la 'Scuola Spagnola', ovvero l'imprescindibile esperienza vissuta nelle Brigate internazionali in Spagna nel 1936-1939.
Giovanni Pesce morì a 89 anni il 27 luglio 2007, medaglia d'Oro al V.M. della Resistenza. È ritenuto da molti forse il più 'grande partigiano italiano'.

## Alpi Giulie e Carniche
L'intendenza Montes, creata da Montes ovvero Silvio Marcuzzi, nome di battaglia Montes, era una rete chiamata di intendenze con lo scopo di assicurare armi e viveri alle Brigate Partigiane operanti sulle Alpi Giulie e Alpi Carniche. Era strutturata con decine di comitati di villaggio e zona e si formarono squadre di gappisti, che visti la struttura di una formazione GAP era suscettibili di intervento repentino, che scortavano i convogli e si occupavano della raccolta fondi atti alla sopravvivenza dell'Intendenza. Facevano capo a quest'ultima per rifornimenti e supporto le Brigate Garibaldi e il IX Korpus sloveno. Per contrastare tale attività i nazifascisti istituirono a Palmanova il Centro di repressione preposto alla distruzione della Intendenza Montes, che non raggiunse lo scopo ma conseguì la cattura di Silvio Marcuzzi tramite un traditore, Montes fu torturato per tre giorni e poi trucidato senza che gli fosse uscita dalla bocca una sola informazione utile alla distruzione della Intendenza.
I gappisti friulani ebbero diretta responsabilità nell'episodio passato alla storia come eccidio di Porzûs.

## Squadre di Azione Patriottica (SAP)
Analoghe alle formazioni GAP erano le SAP, ovvero Squadre di azione patriottica. Formate nell'estate 1944 a Milano su suggerimento del comandante Italo Busetto (nome di battaglia 'Franco') come formazioni di circa quindici-venti uomini ciascuna, nacquero per espandere la partecipazione popolare alla lotta; lo dimostra, fra l'altro, la composizione numerica maggiore delle squadre in rapporto ai GAP. Il numero di componenti del gruppo SAP non poteva garantire una struttura coesa come quella dei GAP, rendendo più carenti le garanzie di clandestinità ed esponendo quindi maggiormente il fianco a delazioni. All'inizio svolsero azioni di sabotaggio, fiancheggiando GAP e Brigate partigiane; divennero quindi formazioni di alto profilo militare fino alla quasi indistinguibilità dai GAP (in relazione anche all'evolversi sotto il profilo strettamente militare della lotta partigiana).